# Retard de croissance intra-utérin
 (septembre 2021).
Les informations dans cet article sont mal organisées, redondantes, ou il existe des sections bien trop longues. Structurez-le ou soumettez des propositions en page de discussion.
Avec le temps, il arrive que le contenu présent dans un article devienne désordonné. Il est souvent nécessaire de réorganiser l'article de fond en comble.
- Il faut tout d’abord répartir le contenu de l'article en plusieurs sections. Les informations doivent ensuite être exposées clairement et le plus synthétiquement possible, regroupées par sujet afin d'éviter les doublons. Quelqu'un cherchant une information précise doit pouvoir la trouver rapidement en lisant la section appropriée.
- À l'intérieur de chaque section, le texte, souvent initialement sous la forme de phrases éparses, doit être regroupé dans des paragraphes de quelques lignes, en assurant un enchaînement logique et une cohérence entre les phrases.
- Lorsque l'article ou l'une de ses sections développe trop longuement un point qui n'est pas dans le cœur du sujet traité, il convient de faire une synthèse et de transférer l'ancien contenu dans des articles plus appropriés (en cas de transfert, il faut impérativement respecter la procédure Aide:Scission).

Si vous pensez que ces points ont été résolus, vous pouvez retirer ce bandeau et améliorer le plan d'un autre article.
 Mise en garde médicale
Le retard de croissance intra-utérin (RCIU) (fetal growth restriction en anglais) décrit un fœtus qui ne grossit pas selon son potentiel biologique attendu – un ralentissement de la croissance. C'est une complication relativement courante de la grossesse. Le vrai retard de croissance intra utérin, par rapport à une petite constitution, est une pathologie dans laquelle le placenta ne parvient pas à fournir un approvisionnement adéquat en oxygène et en nutriments au fœtus ; on parle alors d'insuffisance placentaire.
La question d'une définition optimale du RCIU est considérée comme « l'un des problèmes les plus courants, controversés et complexes en obstétrique ».
Ce n'est qu'au cours des dernières années que des définitions consensuelles du retard de croissance intra utérin pathologique ont été développées. Cependant, il reste de nombreux cas de retard de croissance intra utérin non détectés, l'identification des enfants petits pour leur âge gestationnel pourrait permettre une diminution de la mortalité néonatale. Traditionnellement, un poids fœtal estimé ou une circonférence abdominale inférieurs au 10e centile de la population pour un âge gestationnel donné étaient considérés comme hautement évocateur de retard de croissance intra utérin. Cependant, cette description générale comprend les nombreux nourrissons (~ 20%) nés petits, mais qui sont par ailleurs en bonne santé. En conséquence, la définition consensuelle du retard de croissance intra utérin intègre désormais des indices Doppler de la fonction ou de la dysfonction placentaire pendant la grossesseafin de fournir une évaluation plus robuste du diagnostic.
Ces critères diagnostiques sont importants pour l'identification précoce des fœtus ayant un retard de croissance intra utérin, ceux-ci ayant un risque significativement plus élevé de développer des complications néonatales. Un diagnostic précoce permet des interventions pour améliorer leur pronostic.
La recherche des conséquences du retard de croissance par hypoxie fœtale et privation de nutriments secondaires à un dysfonctionnement placentaire, avec adaptations hémodynamiques fœtales in utero, permet de comprendre les modifications organiques pendant la période néonatale et au-delà.

## Étiologie et facteurs utéroplacentaires
Les déterminants de la croissance fœtale sont le génome du fœtus, la disponibilité des nutriments de la mère et les facteurs environnementaux, couplés à la capacité du placenta à transférer adéquatement les nutriments et l'oxygène au fœtus, et à la modulation endocrinienne de la grossesse,. Le retard de croissance intra-utérin peut être causé par des facteurs maternels (par exemple, sous-alimentation, hypertension, prééclampsie), fœtaux (anomalies chromosomiques, grossesse gémellaire ou multiple) ou des facteurs placentaires, mais dans la majorité des cas, c'est la conséquence d'un dysfonctionnement placentaire. Le terme insuffisance placentaire est largement utilisé pour décrire le transfert réduit d'oxygène et de nutriments au fœtus, avec des effets néfastes sur le développement du fœtus. Les antécédents d'insuffisance placentaire sont parfois en rapport avec la malnutrition maternelle ou l'hypertension, mais dans jusqu'à 60% des cas, l'insuffisance placentaire est idiopathique par insuffisance physiologique du remodelage des artères spirales utérines par le trophoblaste au cours de placentation entraînant une diminution de la perfusion utéroplacentaire.
Chez le fœtus, l'insuffisance placentaire se caractérise par une redistribution préférentielle du flux sanguin vers les organes vitaux (cerveau, myocarde et glandes surrénales), tandis que d'autres organes, notamment le tractus gastro-intestinal, la peau et d'autres, peuvent être privés d'un flux sanguin suffisant. Cette redistribution fœtale du flux sanguin résulte directement de l'hypoxie et peut être détectée par des flux Doppler altérés des artères ombilicale, utérine ou de l'artère cérébrale moyenne. De vastes études de population de nourrissons petits mais en bonne santé à la naissance (Score d'apgar ≥ 7 à 5 min de vie) démontrent que les nourrissons ayant eu un retard de croissance important (poids inférieur au troisième centile du poids attendu à la naissance) sont des hypoxiques chroniques : la médiane de la pression partielle de l’oxygène de la veine ombilicale est à 13 mmHg pour contre 26 mmHg (nourrissons de croissance normale) et la médiane de la saturation en oxygène est 16% contre 55% respectivement,.
En plus des rôles fondamentaux de l'oxygène et du glucose pour le développement, la croissance fœtale dépend d'un certain nombre d'hormones anabolisantes clés - hormones placentaires, pancréatique, thyroïde, surrénale et hypophyse - toute perturbation de celles-ci peut également entraîner un RCIU,.
Les facteurs de croissance analogues à l'insuline -I et -II (IGF-I et IGF-II) semblent jouer un rôle central dans la croissance fœtale normale, stimulant la prolifération, la différenciation, la synthèse des protéines et du glycogène du fœtus, où ces actions sont médiées par leurs récepteurs et les protéines de liaison à l'IGF (IGFBP). Les deux IGF sont détectés dans la circulation fœtale au début de la grossesse, et en particulier, il est à noter qu'une diminution de l'IGF-1 sérique est corrélée à une croissance fœtale réduite,. L'IGF-1 joue également un rôle central dans la croissance cérébrale, le développement de la substance blanche et la connectivité cérébrale. Une étude récente a cherché à savoir si l'administration d'IGF-1 dans le liquide amniotique peut améliorer la croissance et le métabolisme postnatal dans un modèle ovin de FGR, et les résultats de cette étude semblent prometteurs.
La protéine plasmatique A associée à la grossesse (PAPP-A), sécrétée par le placenta, clive l'IGFBP-4, qui à son tour est un puissant inhibiteur de la bio-activité de l'IGF. Par conséquent, de faibles niveaux de PAPP-A en début de grossesse sont liés à un risque accru de FGR, bien que la valeur prédictive de ce biomarqueur reste encore faible.
Les hormones glucocorticoïdes jouent un rôle central dans le développement et la maturation des organes fœtaux, tandis que l'hormone de croissance, qui est le principal régulateur hormonal de la croissance postnatale, n'a aucun effet démontrable sur la croissance fœtale en soi. Les glucocorticoïdes exogènes sont administrés aux femmes enceintes à risque imminent d'accouchement prématuré pour prévenir la maladie des membranes hyalines chez le nouveau-né, et l'accouchement prématuré est une complication fréquente du RCIU. Les preuves précliniques et cliniques démontrent que les stéroïdes prénataux peuvent exacerber la restriction de croissance (en particulier les doses répétées) et que le fœtus atteint répond différemment aux stéroïdes prénataux par rapport aux fœtus ayant une croissance appropriée, probablement médiée par une réponse placentaire modifiée aux stéroïdes. Les glucocorticoïdes prénatals peuvent ne pas améliorer de manière significative les résultats néonatals chez les nourrissons prématurés ayant un retard de croissance intra-utérin, et peuvent même avoir des effets néfastes sur le développement du cerveau,. Des recherches supplémentaires sont clairement nécessaires dans ce domaine.
Le fœtus répond à l'hypoxie par des modifications hémodynamique visant à assurer que les organes fœtaux les plus importants maximisent leur apport en oxygène. Cette réponse adaptative redistribue le flux sanguin loin des lits vasculaires périphériques, qui est préférentiellement orienté vers les organes essentiels, appelé épargne cérébrale. Il en résulte un apport préférentiel de flux sanguin pour favoriser le cerveau, le cœur et les glandes surrénales, au détriment de l'intestin, des reins, des organes hématologiques, des muscles et de la circulation périphérique. Lorsque l'hypoxie fœtale est de nature chronique, comme c'est le cas dans l'insuffisance placentaire, le changement hémodynamique fœtal persistant a des conséquences importantes pour le fœtus et le nouveau-né. De manière caractéristique, l'hypoxie fœtale prolongée réduit le poids fœtal dans l'ensemble, mais elle le fait également de manière asymétrique, avec une taille de tête relativement épargnée et une longueur de corps mince et / ou plus courte. Bien que la redistribution hémodynamique puisse être une tentative de protéger les organes vitaux des lésions hypoxiques, un impact négatif sur le développement des organes fœtaux et le remodelage vasculaire est de plus en plus reconnu,. Par exemple, la dérivation du flux sanguin loin des reins est maintenant reconnue comme contribuant au développement rénal sous-optimal avec une dotation réduite en néphrons. De plus, une vasoconstriction prolongée des lits vasculaires périphériques modifie les propriétés locales de la paroi artérielle, y compris la réponse aux substances vasodilatatrice de l'endothélium et une exagération des effets neurologiques du système sympathiques, et contribue par conséquent au remodelage cardiaque. Les conséquences à court et à long terme d'une redistribution soutenue du débit cardiaque sont profondes, pour les organes épargnés et non épargnés.
L'incidence globale des RCIU dépend des critères diagnostiques utilisés et de la population examinée. On estime qu'entre 3 et 9% des grossesses dans le monde développé et jusqu'à 25% des grossesses dans les pays à revenu faible ou intermédiaire sont affectées par le RCIU,. Les facteurs qui influencent les taux de RGF dans les communautés comprennent la nutrition maternelle, les taux de tabagisme maternel et paternel, la dépendance à l'alcool et aux drogues, le statut socio-économique, l'activité maternelle, le stress pendant la grossesse et la constitution génétique. L'incidence du RCIU est significativement plus élevée dans les pays à revenu faible et intermédiaire que dans les pays à revenu élevé, et cela notamment le continent asiatique qui représente environ 75% de tous les nourrissons dans le monde ayant un RCIU, suivis de l'Afrique et de l'Amérique du Sud.

## Différents types de retard de croissance intra-utérin

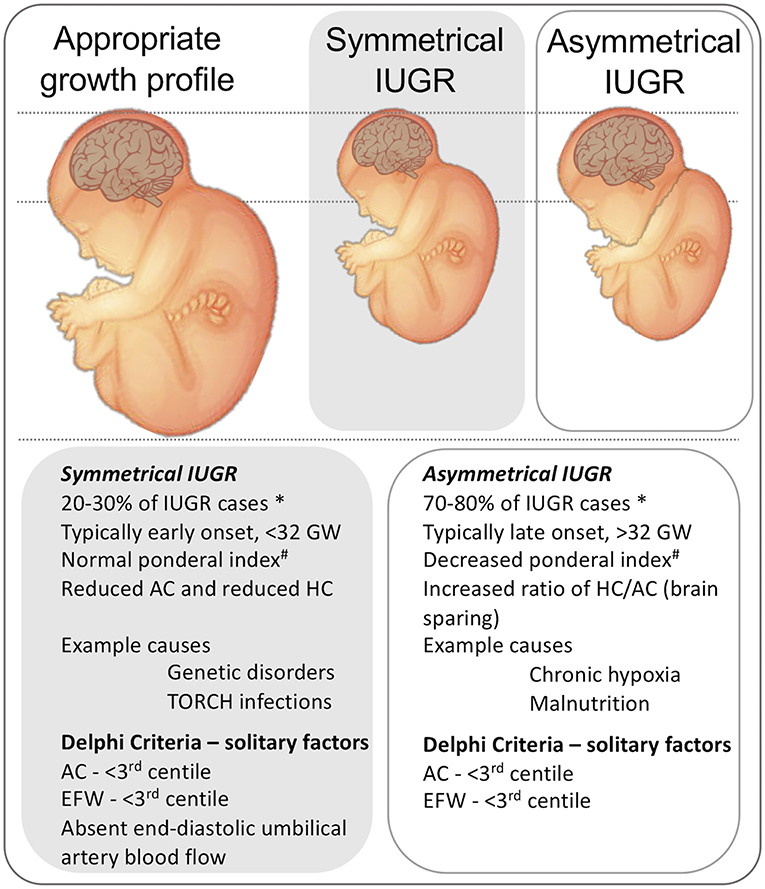
RCIU harmonieux et dysharmonieux

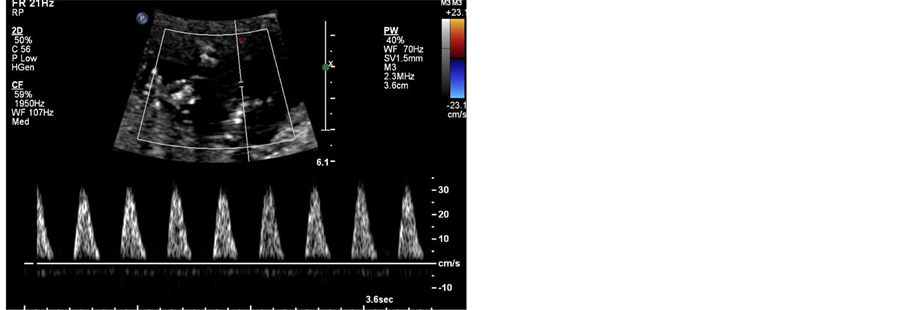
Artère ombilicale avec flux diastolique nul

Le RCIU peut être classé en RCIU précoce ou en RCIU tardif, selon le début de survenue. Le RCIU à début précoce (avant 32 semaines de gestation) est le phénotype le plus grave, associé à une perturbation significative de la perfusion placentaire conduisant à une hypoxie fœtale chronique et à une adaptation cardiovasculaire fœtale. Ces fœtus sont plus susceptibles de naître prématurément, de se détériorer au fil des semaines et d'avoir un risque élevé de morbidité ou de mortalité. Le RCIU à début tardif (après 32 semaines de gestation) est la situation la plus courante (jusqu'à 80 % des cas de RCIU), et est généralement liée à un déficit placentaire moins importante avec un moindre degré d'adaptation hémodynamique fœtale. Bien que l'insuffisance placentaire soit moindre, ce groupe présente un risque élevé de se détériorer rapidement, de sorte qu'ils présentent un risque élevé de mortinatalité. Cette grossière distinction entre le RCIU à début précoce et tardif démontre que le moment où la fonction placentaire devient limitante pour le fœtus est le facteur principal affectant le pronostic.

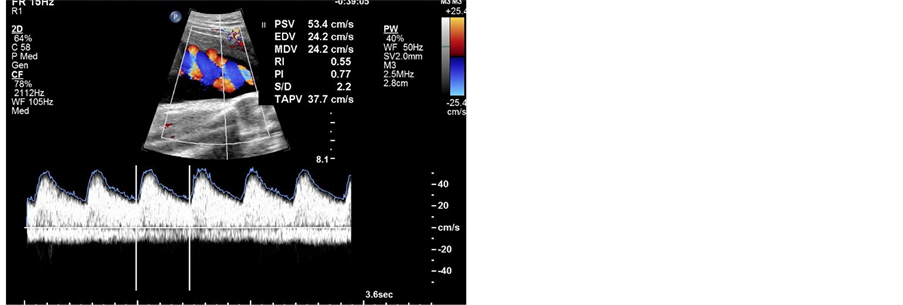
Artère ombilicale avec flux normal

Les progrès de la surveillance obstétricale permettent de détecter plus facilement l'insuffisance placentaire et la diminution de la croissance fœtale. Cependant, une proportion importante (jusqu'à 50 %) des RCIU restent non diagnostiqués et ne sont reconnus que très tard dans la grossesse ou à la naissance,,. En outre, le débat se poursuit autour de l'utilité de l'échographie du troisième trimestre pour la détection des RCIU tardifs, une étude récente rapportant que les RCIU non diagnostiqués n'entraînent pas une augmentation de l'incidence de la morbidité chez les nouveau-nés. Ces données reflètent probablement que ce sont principalement les RCIU à début précoce présentant une insuffisance placentaire sévère, qui sont plus simples à détecter pendant la grossesse. Actuellement, il n'existe aucun traitement prénatal efficace contre le RCIU, par conséquent, l'accouchement du fœtus reste la seule option viable pour une grossesse gravement atteinte ; cela se produit souvent avant terme, ce qui augmente le risque de morbidité et de mortalité,. Ensemble, ces données indiquent que le début de l'insuffisance placentaire (précoce ou tardif), les conditions de la naissance et le dilemme entre un accouchement prématuré et poids à la naissance sont les facteurs les plus prédictifs des résultats néonatals.

## Critères de diagnostic

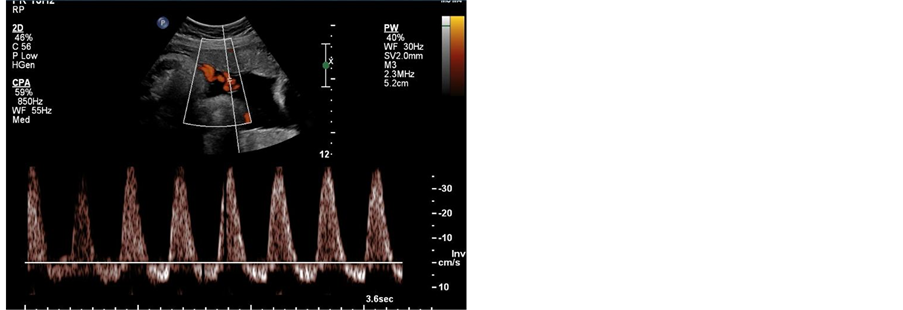
Artère ombilicale avec flux diastolique inversé ou reverse flow

### Diagnostic
Le diagnostic de RCIU est le plus souvent évoqué devant la découverte d'une hauteur utérine insuffisante pour le terme.
Cette hypothèse de RCIU doit être distinguée du petit poids pour l'âge gestationnel.
Parfois, c'est au cours du bilan d'une maladie connue pour ses risques de RCIU, à l'occasion d'une échographie obstétricale systématique, au cours du bilan d'une infection materno-fœtale, etc.
Le diagnostic est affirmé par la mesure des biométries fœtales : périmètre abdominal, diamètre bipariétal, périmètre crânien, longueur du fémur. La biométrie fœtale doit être comparée à la taille et au morphotype parental.
L'examen recherche aussi des causes locales de RCIU (malformation utérine, grossesse gémellaire), apprécie les possibilités de croissance fœtale par l'étude doppler d'une artère ombilicale et recherche par l'étude des artères utérines les causes vasculaires en rapport avec une hypertension artérielle gravidique.
L'étude soigneuse de la morphologie fœtale permet parfois de rattacher le RCIU à un syndrome malformatif.
Si l'examen ne met pas en évidence d'anomalie fœtale, il faut évaluer le bien-être fœtal à un rythme qui dépend de la sévérité et du type de RCIU.

#### Définition dans les pays développés
|                        | RCIU symétrique | RCIU asymétrique |
| ---------------------- | --- | --- |
| Synonyme               | RCIU harmonieux | RCIU dysharmonieux |
| Fréquence              | 30 % | 70 % |
| Date de survenue       | Avant 32 semaines. Parfois dès 20 semaines | Après 32 semaines |
| Index pondéral         | Normal | Diminué |
| Biométrie fœtale       | Diminution du périmètre céphalique (PC) et abdominale (PA) | Conservation du PC et diminution du PA |
| Causes possibles       | Maladies génétiques, Infections foetales | Malnutrition, hypoxie chronique |
| Critères Delphi        | | |
| Biométrie fœtale       | Périmètre abdominale inférieure au 3e centile | Périmètre abdominale inférieure au 3e centile |
| Estimation pondérale   | Estimation pondérale inférieure au 3e centile | Estimation pondérale inférieure au 3e centile |
| Flux artère ombilicale | Arrêt de la circulation au cours de la diastole du cœur fœtal voir retour du flux vers le cœur fœtal signant des résistances placentaires très élevées. Risque de mort fœtale dans les jours suivant | Arrêt de la circulation au cours de la diastole du cœur fœtal voir retour du flux vers le cœur fœtal signant des résistances placentaires très élevées. Risque de mort fœtale dans les jours suivant |

Index pondéral= (poids de naissance (g)/taille(cm)3 × 100)

### Recherche de la cause
Biométrie et interrogatoire de la patiente complètent le bilan des antécédents médicaux et des facteurs de risque, le déroulement des grossesses antérieures, la prise de toxiques, etc.
On recherche particulièrement :
- une prééclampsie : courbe de pression artérielle, recherche d'œdèmes, d'une protéinurie (bandelette urinaire, protéinurie des 24 heures), plaquettes, uricémie, créatininémie, transaminases hépatiques, fibronectine sérique ;
- une malformation utérine, un placenta praevia : échographie obstétricale ;

L'évaluation du retentissement fœtal apprécie :
- les mouvements actifs fœtaux, bien-être fœtal ;
- les données biométriques avec constitution de courbes de croissance pour le suivi ;
- Doppler ombilical et utérin ;
- amniocentèse en cas de doute sur une anomalie chromosomique ou une infection (recherche de génome viral par PCR), sérologies maternelles.

## Étiologie
La cause principale de RCIU est largement considérée comme une insuffisance placentaire; c'est-à-dire, l'incapacité du placenta à fournir de l'oxygène et des nutriments pour assurer une croissance fœtale normale. Les causes de l'insuffisance placentaire sont nombreuses et se chevauchent, et comprennent une destruction insuffisantes de la composante musculaire des artères spiralées myométriales par le trophoblaste avec des perturbations de la coagulation qui augmente, conduisant à une hypoxie fœtale (comme dans l'hypertension maternelle)[réf. souhaitée]. Les facteurs de risque de l'insuffisance des échanges placentaires sont la sous-nutrition maternelle,, les pré-éclampsies, la grossesse en haute altitude notamment parmi les populations non acclimatées. La question de l'effet des grossesses précoces est discuté. Les autres causes sont la consommation maternelle de drogues (alcool, tabac, cocaïne, etc.) ou l'association avec des agents infectieux dont la malaria, les infections dites «TORCH»; Toxoplasmose, Autres (syphilis, hépatite B, virus varicelle-zona, virus de l'immunodéficience humaine [VIH], parvovirus B19, entérovirus, virus chorioméningitique lymphocytaire, etc.), Rubéole, Cytomégalovirus et virus de l'Herpès simplex. Ces infections et l'exposition aux toxines environnementales conduisent souvent à une constellation complexe de résultats (microcéphalie, anomalies faciales, calcifications intracrâniennes, éruption cutanée, jaunisse, hépatosplénomégalie, concentrations élevées de transaminases et thrombocytopénie) qui, bien que peu fréquentes dans les pays à revenu élevé, sont significatifs dans les milieux à faibles ressources.
| Environnementale                              | Maternelles                        | Placentaires                       | Fœtales                                                                                          |
| --------------------------------------------- | ---------------------------------- | ---------------------------------- | ------------------------------------------------------------------------------------------------ |
| Idiopathique - Aucune cause dans 70 % des cas |                                    |                                    |                                                                                                  |
| Haute altitude                                | Alcool                             | Hypertension artérielle gravidique | Anomalies chromosomiques                                                                         |
| Sous nutrition                                | Tabac                              | Grossesse gémellaire               | Anomalies génétiques (ex : syndrome MIRAGE souvent associé à une atteinte de l'appareil génital) |
|                                               | Drogues                            | Grossesse multiple                 |                                                                                                  |
|                                               | Précédente grossesse avec R.C.I.U. | Tumeur du placenta                 |                                                                                                  |
|                                               | H.T.A.                             |                                    |                                                                                                  |
|                                               | Diabète                            |                                    |                                                                                                  |
|                                               | Infections virales                 |                                    |                                                                                                  |
|                                               | Infections bactériennes            |                                    |                                                                                                  |
|                                               | Infections parasitaires            |                                    |                                                                                                  |

## Complications du retard de croissance intra-utérin
La pathologie placentaire et le RCIU sont fortement associés à la mort fœtale in utero et à la mortinatalité,,. Le RCIU est le plus grand facteur de risque de mortinatalité; dans l'ensemble, jusqu'à 50% des nourrissons mort-nés étaient petits en raison de leur âge gestationnel ou de leur retard de croissance. La détection, le diagnostic précoce, la surveillance et l'accouchement du fœtus dont la croissance est réduite sont essentiels pour réduire la mortinatalité, mais il reste que 40% des nourrissons atteints de RCIU sévère (inférieure au 3e centile pour le poids de naissance) ne sont pas détectés in utero.
Après la naissance, les nourrissons atteint par un RCIU sont plus susceptibles de passer beaucoup plus de temps en unité néonatale de soins intensifs que les nourrissons de même âge gestationnel. Par conséquent, les coûts financiers associés aux soins des nourrissons affectés par un RCIU sont élevés, étant donné que bon nombre d'entre eux resteront en unité néonatale de soins intensifs pendant de longues périodes,. Les nourrissons affectés par un RCIU présentent des taux élevés d'intolérance aux aliments / lait, de difficultés d'alimentation et d'entérocolite nécrosante. L'entérocolite nécrosante est principalement observée chez les nourrissons qui sont nés prématurés, mais les nourrissons prématurés sont plus susceptibles de développer une entérocolite nécrosante s'ils ont un retard de croissance. Il est probable que l'hypoxie fœtale chronique in utero et la redistribution cardiovasculaire ultérieure du flux sanguin loin du tractus gastro-intestinal contribuent au développement intestinal immature. Les nouveau-nés affectés par un RCIU, en particulier avec des flux anormaux dans l'artère ombilicale avant la naissance, se sont révélés avoir plus d'intolérance alimentaire par rapport à leurs homologues prématurés bien développés. Les flux sanguins de l'artère mésentérique supérieure ont été utilisés comme marqueur de la perfusion splanchnique chez les nouveau-nés et une diminution des flux est corrélée à l'intolérance alimentaire. L'application de la spectroscopie dans l'infrarouge proche pendant la période néonatale comme outil d'évaluation pour surveiller la perfusion intestinale peut détecter des changements dans l'apport splanchnique d'oxygène, qui peuvent être réduits chez les nourrissons affectés par un RCIU et peuvent prédire l'intolérance alimentaire et le développement de l'entérocolite nécrosante. Des études ont montré que les prématurés affectés par un RCIU ne tolèrent pas les aliments entéraux dans les premiers jours de la vie, mais à l'inverse, il existe des preuves que le fait de retarder les aliments entéraux chez les prématurés affectés par un RCIU ne confère aucune protection contre l'intolérance alimentaire ou l'entérocolite nécrosante. En fait, cela peut retarder l'établissement d'une alimentation normale et augmenter la durée du séjour dans l'unité néonatale.
La malnutrition et l'insuffisance pondérale à la naissance exposent les nouveau-nés affectés par un RCIU à un risque accru d'un certain nombre de morbidités néonatales transitoires, notamment l'hypothermie, la modification du métabolisme du glucose (hypoglycémie, hyperglycémie), l'hypocalcémie, la polycythémie, l'ictère néonatal et à l'infection. Un risque accru d'infection est également courant, potentiellement lié à l'état immunologique déprimé. Les prématurés affectés par un RCIU présentent également un risque accru de rétinopathie du prématuré. L'hypoxie intra-utérine s'accompagne d'une néphrogénèse altérée, en raison du développement tubulaire insuffisant,entraînant une augmentation de l'excrétion urinaire de cystatine C chez les nouveau-nés affectés par un RCIU à un risque accru d'un certain nombre de morbidités néonatales par rapport aux nourrissons ayant une croissance normale, reflétant une diminution du volume rénal. L'augmentation de la sécrétion de cystatine-C signifierait une diminution du nombre des néphrons. Les facteurs impliqués dans la perte de néphrons peuvent inclure l'hypoxie intra-utérine, la diminution de la capacité antioxydante et la modification des niveaux de facteurs de croissance.

### Complications cardiaques
En plus de l'hypoxie chronique, l'insuffisance placentaire impose d'autres modifications importantes pour le fœtus en développement, tels que le stress oxydatif, l'inflammation chronique et l'augmentation du travail cardiaque. Cela conduit à une post-charge cardiaque élevée en raison de la résistance vasculaire placentaire élevée, qui à son tour a un impact direct et indirect sur le développement du système cardiovasculaire. Il est maintenant admis que les adaptations fœtales à ces facteurs placent le fœtus et la future progéniture sur une trajectoire de risque prédéterminé accru de maladie cardiovasculaire, Il est également maintenant évident que des signes subcliniques ou subtils de dysfonctionnement cardiovasculaire sont présents dans la vie fœtale et / ou néonatale précoce, bien avant le début d'une maladie cardiovasculaire ou métabolique significative à l'âge adulte, soutenant la notion de programmation périnatale.

#### Manifestations cliniques fœtales
Les progrès de l'échographie à effet Doppler pour l'exploration des circulations placentaire et fœtale offrent les moyens d'observer et de quantifier la fonction cardiovasculaire fœtale et les dysfonctionnements précoces. Dans le RCIU à début précoce, une insuffisance placentaire sévère se caractérise par une résistance vasculaire élevée dans les lits vasculaires placentaires, entraînant un flux artériel ombilical diastolique absent ou inversé, ainsi qu'un indice de pulsatilité élevé dans le ductus venosus et une dilatation accrue des vaisseaux cérébraux pour augmenter l';apport d’oxygène : c'est l'épargne cérébrale.
- Dans le RCIU à début tardif, le débit de l'artère ombilicale peut être normal, ce qui représente une insuffisance placentaire plus légère. Malgré cela, l'épargne cérébrale est toujours évidente, avec une augmentation du flux sanguin cérébral vers placentaire provoqué principalement par une vasodilatation dans l'artère cérébrale moyenne en réponse à l'hypoxie[67]. Un indice de performance myocardique accru incorporant à la fois la fonction diastolique et la fonction systolique pour évaluer la fonction / dysfonction cardiaque globale, est évident à partir de 24 semaines de gestation chez les fœtus à début précoce de RCIU[68]. Une augmentation de l'indice de performance myocardique n'indique pas une amélioration de la performance, mais démontre plutôt une augmentation du temps de relaxation systolique évidente dans le RCIU à début précoce.
- Dans le RCIU à début précoce et tardif, l'augmentation de la vasodilatation dans les lits vasculaires cérébraux indique une détérioration de l'état fœtal[69]. Une dysfonction myocardique accrue est également présente dans le RCIU à début tardif à partir de 35 semaines de grossesse. Dans cette population, l'insuffisance placentaire tardive et le RCIU entraînent des fœtus avec des cœurs plus globulaires et des indices précoces de déficits fonctionnels avec altération de la relaxation[70]. Cette étude est la première à montrer que l'insuffisance placentaire d'apparition tardive et le RCIU induisent une dysfonction cardiaque détectable au troisième trimestre de la grossesse (~ 35 semaines de gestation), indiquant la présence d'une programmation cardiaque avant la naissance. Il a également été démontré que la dysfonction cardiaque et les marqueurs de lésions cardiaques tels que le peptide cérébral natriurétique et le H-FABP (Heart-type fatty acid binding protein) s'aggravent à mesure que la gravité du RCIU progresse[71].

#### Physiopathologie
En présence d'une résistance placentaire très élevée, le cœur fœtal se contracte contre une augmentation de la postcharge, augmentant ainsi la puissance contractile à chaque battement, entraînant une augmentation du stress de la paroi cardiaque et de l'hypertrophie. Sur une période prolongée, l'hypertrophie augmente l'épaisseur de la paroi, modifiant la compliance ventriculaire. L'augmentation de la postcharge est mise en évidence par la présence d'une augmentation du peptide natriurétique B sérique chez les nouveau-nés affectés par un RCIU.
En cas d'insuffisance placentaire, le cœur fœtal doit également s'adapter à un approvisionnement réduit en glucose, le cœur fœtal produisant de l'ATP à partir de la glycolyse et de l'oxydation du lactate. Malgré cela, la consommation de glucose cardiaque n'est pas modifiée dans le RCIU en raison de l'augmentation du récepteur d'insuline GLUT4 dans le cœur augmentant l'apport d'insuline pour maintenir la consommation de glucose. Ainsi, la disponibilité du glucose n'est pas considérée comme un facteur limitant principal de la fonction cardiaque fœtale. Une analyse plus approfondie des effets de l'apport sous-optimal d'oxygène et de glucose au cœur en développement peut être examinée dans des études animales. Ces études montrent que le cœur fœtal est remodelé d'une manière similaire à celle observée dans la cardiomyopathie dilatée. Le développement des cardiomyocytes est perturbé et la mort cellulaire programmée est augmentée chez les cobayes et les moutons fœtaux à croissance restreinte, avec une persistance du type cellulaire primitif mononucléé,. Des altérations permanentes de la morphologie cardiaque sont détectées à l'âge adulte chez les personnes nées avec un RCIU, comme en témoigne la persistance des déficits en nombre de cardiomyocytes et l'hypertrophie cardiaque.
L'adaptation du nouveau-né à la vie extra-utérine est une période particulièrement critique où le cœur doit s'adapter rapidement aux nouvelles demandes de pression et de débit. Après la naissance, les pressions externes autour du cœur sont réduites, la vasodilatation de la circulation pulmonaire après expansion des alvéoles pulmonaires et l'atténuation des poumons remplis de liquide. Simultanément, la circulation placentaire à faible résistance est supprimée, ce qui diminue temporairement le débit cardiaque et augmente la postcharge, et donc la fréquence cardiaque, la pression diastolique en fin et le volume systolique doivent tous être augmentés pour maintenir un débit cardiaque adéquat. En réponse à ces demandes de pression modifiées pour s'adapter à la vie extra-utérine, le myocarde subit des changements rapides dans l'expression des protéines du muscle cardiaque. Un changement critique précipité par de tels changements de pression à la naissance et un déplacement de la composante fibreuse des sarcomères vers des isoformes plus petites augmentent la tension passive à l'intérieur du cœur postnatal.
Le fœtus présentant un retard de croissance subit ces changements in utero, en raison de la présence d'une postcharge accrue secondaire à une résistance placentaire élevée, et entraînant une compliance cardiaque altérée. Chez les nourrissons humains et dans les modèles animaux expérimentaux de FGR, le cœur présente des sarcomères plus courts, ce qui contribue probablement à une diminution de la force contractile,. De plus, des changements dans le sarcomère de la taille de la protéine titine sont décrits dans le cœur des nouveau-nés affectés par un RCIU. Comme la titine est un déterminant majeur de la longueur des sarcomères, ce changement est compatible avec une réduction globale de la longueur des sarcomères dans le cœur des fœtus à croissance limitée et a des conséquences sur le développement et la fonction cardiaque.
Les changements dans le cœur des fœtus ayant un RCIU sont directement couplés à des changements dans le système cardiovasculaire au sens large, notamment le système vasculaire. Il est maintenant bien décrit que les réponses vasculaires à l'insuffisance placentaire et à l'hypoxie chronique dépendent du lit vasculaire. Dans les lits vasculaires périphériques, les données humaines et animales montrent qu'une vasoconstriction soutenue et une résistance vasculaire périphérique en réponse à l'hypoxie chronique induisent une rigidité artérielle et une pression artérielle centrale élevée,,. La restriction de croissance induite par l'hypoxie chronique augmente le tonus vasculaire périphérique via de nombreuses méthodes, notamment la dysfonction endothéliale, l'augmentation de l'activation du système nerveux sympathique et le stress oxydatif. Le stress oxydatif, induit par la génération accrue de ROS (Reactive oxygen species), d'oxyde nitrique, réduisant ainsi sa biodisponibilité et augmentant le tonus vasculaire périphérique. Une augmentation des taux plasmatiques d'urate résultant d'une hypoxie fœtale chronique suggèrent l'activation d'une puissante enzyme oxydante, la xanthine oxydase. C'est le tonus vasculaire modifié dans la vie fœtale qui met en place un programme de développement pour l'hypertension future, comme en témoignent à la fois les études animales  et les cohortes humaines. Les vaisseaux centraux, tels que l'aorte et les artères carotides, ont une épaisseur de paroi accrue et une rigidité accrue chez les humains et les animaux. Les changements vasculaires décrits ci-dessus persistent à l'âge adulte, cependant, ils sont plus prononcés dans les lits vasculaires périphériques que dans le lit vasculaire central.
Les modifications vasculaires observées chez la progéniture d'enfant né avec un RCIU, avec un remodelage de la paroi artérielle impliquant le contenu en collagène et en élastine contribuent à une physiologie vasculaire altérée. Des études sur des rongeurs et des cobayes montrent que l'interruption de la croissance fœtale au milieu de la gestation coïncide avec une période cruciale de production d'élastine dans le système vasculaire, atténuant le dépôt d'élastine de sorte que l'élastine est réduite et le collagène augmenté,. Ce remodelage a un impact considérable sur la mécanique vasculaire, car le collagène est 100 fois plus rigide que l'élastine et, par conséquent, la rigidité vasculaire est considérablement augmentée. Ces changements dans la biomécanique des vaisseaux se manifestent surtout dans les artères inférieures du corps de la progéniture d'enfant né avec un RCIU. Après une restriction alimentaire faible en protéines, l'aorte des rongeurs n'est pas seulement plus rigide, elle a également une tendance fibrotique accrue, bien que la tension artérielle soit normale. Cependant, un effet plus profond sur le remodelage de la matrice extracellulaire vasculaire est observé chez un RCIU par insuffisance placentaire par rapport à d';autres facteurs tels que l'alimentation (teneur élevée en graisses) ou le sexe fœtal. Ces données suggèrent que le remodelage vasculaire se produit principalement en réponse aux changements de pression et de débit causés par l'hypoxie chronique et la redistribution hémodynamique adaptative, plutôt que par des altérations métaboliques ou hormonales.

#### Conséquences

##### Chez le nouveau-né
L' insuffisance placentaire et l'hypoxie chronique modifie considérablement le développement fœtal du système cardiovasculaire. Ces altérations cardiovasculaires fœtales persistent au début de la période néonatale. Après la naissance, l'imagerie tissulaire par doppler (Tissue Doppler imaging TDI) a permis de détecter des changements subcliniques persistants dans le mouvement et la synchronisation du myocarde tout au long du cycle cardiaque, en particulier pendant la relaxation myocardique . Dans les premiers jours de la vie, les nouveau-nés affectés par un RCIU présentent une structure cardiaque altérée détectable à l'échographie avec un indice de sphéricité diminué (une forme plus globulaire), ainsi qu'une augmentation du septum interventriculaire et de l'épaisseur de la paroi du ventricule gauche. De plus, la fonction diastolique dépendante de la charge est altérée,, ce qui représente souvent une relaxation cardiaque altérée entraînant la transition de la contraction à la relaxation se produisant avant l'ouverture de la valve aortique, une situation courante dans les cœurs exposés à une post-charge chronique élevée. Fréquemment, le RCIU ne modifie pas le débit cardiaque global, cependant les composants du débit cardiaque sont altérés avec une diminution du volume systolique et une augmentation de la fréquence cardiaque se présentant souvent chez le nouveau-né affectés par un RCIU. Avec l'augmentation de la gravité du RCIU, il y a une augmentation des biomarqueurs des dommages aux cellules myocardiques, tels que la protéine de liaison aux acides gras cardiaques (H-FABP), et l'aggravation progressive des dysfonctionnements systolique et diastolique et en particulier la relaxation cardiaque est altérée. Ces altérations indiquent un compromis hémodynamique et peuvent aboutir à la mort fœtale.Les premiers signes d'altération de la pression artérielle en association avec le RCIU restent controversés,.

##### A long terme
Les modifications cardiaques et vasculaires in utero chez les nouveau-nés affectés par un RCIU programment les maladies cardiovasculaires à l'âge adulte. En effet, les conséquences de la restriction de croissance sur la fonction cardiovasculaire des adultes sont maintenant bien étudiées et sont au cœur de l'hypothèse des origines développementales de la santé et des maladies (DOHAD). Ces résultats ressortent à la fois des paradigmes épidémiologiques et expérimentaux humains chez les descendants des enfants nés avec un RCIU, et les adultes. Des preuves à long terme d'un lien entre l'insuffisance pondérale à la naissance et les complications à long terme sont disponibles chez les nourrissons nés dans des conditions de famine en Europe dans les années 1900, où le RCIU est liée à une pression artérielle significativement plus élevée plus tard dans la vie et à un risque accru d'ischémie. maladie cardiaque et maladie vasculaire cérébrale. Les descendants d'enfant né avec un RCIU pourrait être aussi affectés par des lésions vasculaires pré-athérosclérotiques,,.
Malgré les preuves d'un lien entre le RCIU et les maladies cardiovasculaires chez l'adulte, il est difficile de dissocier les effets potentiellement distincts de l'insuffisance placentaire et de l'accouchement prématuré. Les nouveau-nés affectés par un RCIU sont souvent nés prématurément, en particulier les nouveau-nés affectés par un RCIU sévère à début précoce, et la naissance prématurée est également associée à des effets néfastes sur le système cardiovasculaire en développement. Une étude récente ont suivi des prématurés et des prématurés avec un RCIU jusqu'à 6 mois pour déterminer la morphologie cardiaque. Ils ont constaté que les changements dans la structure et la fonction cardiaques associés à la naissance prématurée seule étaient subcliniques et normalisés dans l'enfance, alors que seules les parois ventriculaires épaissies persistaient jusqu'à l'âge de 6 mois chez les nouveau-nés ayant souffert par un RCIU. Cette étude délimite les effets distincts de la prématurité et du RCIU et suggère une persistance possible de changements structurels dans les RCIU au-delà des effets de la prématurité.

### Complications respiratoires

#### Manifestations cliniques
Les complications pulmonaires associées aux RCIU sont moins nettes Il existe cependant des arguments que l'hypoxie chronique interrompt le développement pulmonaire normal et compromet la fonction pulmonaire à court et à long terme. Les nouveau-nés ayant un RCIU ont un risque augmenté de 45% d'avoir une dysplasie bronchopulmonaire ou de mourir de complications respiratoires après la naissance par rapport aux nourrissons bien développés. De plus, même les nouveau-nés ayant un RCIU nés à terme ont de moins bons résultats respiratoires que les nourrissons ayant une croissance normale. Les nouveau-nés ayant un RCIU passent un temps significativement accru en unité néonatale de soins intensifs et sous ventilation mécanique par rapport aux nouveau-nés appariés selon l'âge, et les taux de syndrome de détresse respiratoire et de dysplasie bronchopulmonaire sont augmentés,,. En effet, de grands essais multicentriques pour le RCIU à début précoce décrivent que le dysplasie bronchopulmonaire est la morbidité la plus courante pour cette population. Le risque de dysplasie bronchopulmonaire est plus élevé lorsque le RCIU et les naissances prématurées sont des comorbidités. Le RCIU est également associée à l'hypertension pulmonaire du nouveau-né. Le RCIU est associée à une altération de la fonction pulmonaire chez les enfants qui peut persister jusqu'à l'âge adulte.

#### Physiopathologie

##### Atteintes alvéolaires
Des études de cohorte chez les RCIU et des études précliniques chez l'animal décrivent que le RCIU peut entraîner une altération du développement pulmonaire; dans certains cas, il s'agit de changements structurels et / ou biochimiques subtils. Dans les études animales, une insuffisance placentaire ou une hypoxie expérimentale à début précoce entraîne une issue défavorable plus prononcée. L'hypoxie chronique chez le mouton fœtal entraînant un RCIU induit une réponse adaptative dans le poumon en développement, où les gènes régulant la signalisation hypoxique, la réabsorption du liquide pulmonaire et la maturation du surfactant sont augmentés. Une exposition de 2 semaines à l'hypoxie seule chez le rat perturbe la formation des alvéoles, réduisant le nombre d'alvéoles pulmonaires via une septation réduite. Chez les ovins fœtaux, une insuffisance placentaire tardive expérimentale montre que les agneaux nés naturellement à terme ont une architecture pulmonaire simplifiée avec une diminution de l'abondance de la crête secondaire et une augmentation des dépôts d'élastine. Les agneaux prématurés et exposés à 2 h de ventilation mécanique ne montrent pas de différence dans la structure pulmonaire entre les RCIU et les agneaux nés à terme dans le rapport du tissu pulmonaire à l'espace aérien ou à la densité de la crête septale. Cependant le marqueur la lésion tissulaire précoce cyr61 est significativement augmenté chez les agneaux RCIU. Les agneaux RCIU et les agneaux à terme avaient des besoins de ventilation similaires dans les premières heures de vie. Plusieurs études ne trouvent aucune différence manifeste dans la structure pulmonaire chez les agneaux RCIU ,,. Il est évident que le moment et la durée de l'insuffisance placentaire sont un déterminant critique de la dysfonction pulmonaire. Des résultats non publiés suggère que les effets d'une insuffisance placentaire sur la structure et la fonction pulmonaires, dépend plus du moment de l'insuffisance plutôt que de sa gravité. De plus, dans le RCIU à début précoce, la sévérité de l'hypoxie fœtale a une relation inverse avec la production pulmonaire de surfactant conduisant à une diminution du surfactant, une relation non maintenue dans le RCIU à début tardif . Il est bien admis que sans surfactant adéquat, le nouveau-né présente un risque accru de complications pulmonaires après la naissance surtout en cas de prématurité. Plusieurs études suggèrent que l'adaptation hémodynamique à l'hypoxie chronique a également des implications importantes pour le développement vasculaire pulmonaire entraînant une perturbation structure et la fonction pulmonaires de la fonction pulmonaire,,,.

##### Respiration fœtale
Quelques études ont également examiné les mouvements respiratoires du fœtus et entrepris une comparaison entre le RCIU et les fœtus ayant une croissance normale. Les mouvements de respiration fœtale sont une composante importante du développement pulmonaire normal, car ils fournissent un stimulus d'étirement pour la croissance tout au long de la gestation. Chez les ovins RCIU, les mouvements respiratoires fœtaux sont considérablement réduits à la fin de la gestation, bien qu'il soit noté que tous les modèles expérimentaux d'insuffisance placentaire montrent de tels changements. On pense que l'arrêt des mouvements de respiration fœtale en réponse à une insuffisance placentaire se produit par une réponse physiologique pour réduire le taux métabolique et donc la conservation de l'oxygène, et est associé à une formation d'alvéole perturbée.

##### Vascularisation pulmonaire
Les déficits de développement pulmonaire ne se limitent pas à la morphologie alvéolaire pulmonaire. Il existe une compréhension croissante du lien entre un faible développement alvéolaire et un mauvais développement vasculaire pulmonaire,,, appelé l'hypothèse vasculaire. La restriction de croissance, induite par l'hyperthermie chez les ovins gravides, altère le développement alvéolaire et vasculaire pulmonaire chez le fœtus. Dans des expériences complémentaires, les cellules alvéolaires pulmonaires isolées des mêmes fœtus présentent une croissance, une migration et une ramification cellulaires réduites, qui sont des éléments clés du développement pulmonaire normal (116). Ces résultats sont confirmés in vivo avec mise en évidence d' une diminution de la fonction vasculaire pulmonaire et de la densité, ainsi qu'une diminution de l'alvéolarisation pulmonaire,. Le développement vasculaire pulmonaire anormal chez le RCIU est susceptible d'être un mécanisme clé augmentant le risque de dysplasie bronchopulmonaire, d'hypertension pulmonaire et de réduction à vie de la capacité respiratoire, comme dans les maladies obstructives chroniques.

#### Conséquences

##### Dysplasie bronchopulmonaire
La dysplasie bronchopulmonaire est une maladie pulmonaire chronique caractérisée par une diminution des alvéoles et un épaississement du parenchyme entraînant des complications respiratoires à long terme, avec une forte sensibilité chez les prématurés et les RCIU La dysplasie bronchopulmonaire est une affection multifactorielle, mais résulte principalement d'une inflammation chronique induites par la ventilation artificielle chez les nouveau-nés prématurés. Le RCIU est un facteur de risque indépendant de dysplasie bronchopulmonaire chez les nouveau-nés,,. La naissance d'un nouveau-né ayant un RCIU par insuffisance placentaire est associée à un risque 3,6 fois plus élevé de développer une dysplasie bronchopulmonaire que les nourrissons témoins de même âge (120), malgré le fait que ces nouveau-nés ont des taux de détresse respiratoire similaires à ceux de leurs homologues ayant une croissance normale. Une étude montre que les nourrissons atteints de RCIU par insuffisance placentaire ont un risque 6 fois plus élevé de développer une dysplasie bronchopulmonaire par rapport aux nourrissons naturellement petit Le poids de naissance en soi et non la durée de la ventilation, ou d'autres morbidités néonatales, était le facteur principale du risque. Le défaut de placentation qui est un marqueur de la pré-éclampsie, est souvent associée à un RCIU, et il a également été démontré que le défaut de placentation double le risque de dysplasie bronchopulmonaire chez les nouveau-nés prématurés. Ainsi, les données humaines et animales soutiennent fortement que les fondements de la dysplasie bronchopulmonaires commence in utero chez les nourrissons atteints de RCIU par insuffisance placentaire.

##### Hypertension artérielle pulmonaire néonatale
L'hypertension pulmonaire néonatale est fortement associée à la prématurité et à un faible poids à la naissance, et est une complication courante de la dysplasie bronchopulmonaire. L'hypertension pulmonaire est caractérisée par une hypoxémie du nouveau-né et d'une dérivation de droite à gauche à travers le canal artériel, en raison du maintien de pressions élevées dans la circulation pulmonaire. Par conséquent, l'hypertension pulmonaire néonatale survient par échec du remodelage cardiovasculaire après la naissance et est probablement programmée au cours du développement in utero. Dans l'analyse des tissus post mortem, il est montré que les nouveau-nés souffrant d'hypertension pulmonaire présentaient une surface vasculaire pulmonaire réduite avec une musculisation accrue des artérioles pulmonaire distales. Ces données suggèrent une forte association avec le RCIU induit par le remodelage vasculaire chez les fœtus hypoxiques chroniques, entraînant une altération du contrôle du tonus vasculaire dans la circulation pulmonaire après la naissance. Une étude chez les rats avec un RCIU, démontrent une vasoconstriction pulmonaire accrue causée par un dysfonctionnement endothélial local et un excès de collagène et une réduction de l'élastine dans le système vasculaire pulmonaire. Les modèles animaux de RCIU fournissent également des preuves que les caractéristiques de l'hypertension pulmonaire sont déjà présentes chez le fœtus et le nouveau-né animal. Ainsi, même avant la naissance, le RCIU est associé à une hypertension pulmonaire,.

##### Effet à long terme
Les effets à long terme d'un faible poids à la naissance ont été examinés chez des adultes conçus au cours de la famine néerlandaise des années 1940. Ceux-ci présentent un risque accru de maladie obstructive des voies respiratoires, sans que la concentration sérique d'immunoglobuline E ni les volumes pulmonaires moyens ne soient différents. Les auteurs de ces études font l'hypothèse qu'une plus grande réactivité bronchique est la cause des maladies des voies respiratoires associées au RCIU.

### Complications neurodéveloppementales

#### Manifestations cliniques
Le RCIU est fortement liée au développement cérébral minimum et à des manifestations sur le développement à long terme portant sur la capacité motrice, sur la cognition et sur l'apprentissage et le comportement. L'importance du RCIU, ainsi que l'âge gestationnel, jouent des rôles modulateurs importants dans la structure et la fonction cérébrales altérées. Les premiers signes d'anomalies structurelles du cerveau RCIU peuvent être évalués par l'imagerie par résonance magnétique (IRM) ou par IRM de diffusion pendant le développement fœtal. L'IRM du cerveau fœtal au cours du développement montre un volume cérébral réduit, une modification du repliement cortical et de la morphologie du cerveau chez les fœtus RCIU,,.Peu de temps avant la naissance, la réduction du volume crânien est en rapport avec une diminution du volume de matière grise corticale chez les nourrissons RCIU et à un profil de développement altéré de la myélinisation de la substance blanche, de l'hippocampe et des noyaux gris centraux. L'IRM fonctionnelle est également un moyen futur pour étudier les réseaux fonctionnels du cerveau entier chez les nouveau-nés, pour l'évaluation de l'organisation modifiée et la prédiction du neurodéveloppement à long terme,.
L'IRM a la capacité de détecter des différences de volume, structurelles et organisationnelles, même relativement petites, dans le cerveau des RCIU et des nouveau-nés ayant une croissance normale, mais la capacité d'IRM et l'expertise en analyse ne sont pas facilement disponibles dans tous les centres de naissance. En revanche, l'échographie cérébrale trans-fontanellaire néonatale est largement utilisé, mais montre moins de sensibilité pour la détection de ces changements neurologiques subtils, mais importants associés à la neuropathologie chez les nouveau-nés RCIU. L'échographie cérébrale trans-fontanellaire est fréquemment utilisée comme outil d'évaluation chez les prématurés et les nouveau-nés à terme avec un RCIU sévère, pour diagnostiquer une anomalie cérébrale importante au cours de la période néonatale. Il subsiste une incertitude quant à savoir si l'échographie trans-fontanellaire peut détecter correctement les anomalies associées à un RCIU par rapport aux prématurés de poids normal,. Chez les prématurés et à terme avec un RCIU, le bénéfice du dépistage échographique trans-fontanellaire de routine au cours de la période néonatale est discutable,. il semble que les fœtus RCIU présentent des anomalies vasculaires au doppler de l'artère cérébrale moyenne (signalant une épargne cérébrale) sont plus susceptibles d'avoir une neuropathologie qui peut être détectée par échographie trans-fontanellaire néonatale. Le terme d'épargne du cerveau serait un terme impropre, et bien qu'il représente une réponse de survie appropriée chez le fœtus, il est en réalité associé à une détérioration de l'état fœtal et à des lésions cérébrales plus importantes.
Les nouveau-nés RCIU ont souvent un périmètre crânien réduit par rapport aux nouveau-nés de poids normaux de même âge, ce qui est probablement dû à un volume cérébral réduit, et le volume cérébral réduit persiste jusqu'à l'âge de 12 mois. Les volumes cérébelleux et hippocampique peuvent également être réduits. Il a été démontré que la myélinisation et la connectivité cérébrales sont affectées négativement chez les nouveau-nés atteints de RCIU au cours des 12 premiers mois de vie, ce qui est représentatif d'une lésion de la substance blanche. L'IRM de diffusion du cerveau montre que la complexité globale du réseau neuronal et la connectivité du cerveau RCIU sont réduites, avec des circuits axonaux globaux et locaux réduits. Les connexions à long terme des ganglions corticobasaux (thalamocorticaux) sont diminuées chez les enfants nés prématurés avec RCIU, par rapport aux enfants nés prématurés de poids normal, indiquant que la connectivité cérébrale est significativement diminué chez les enfants qui étaient FGR. Les déficits de connectivité cérébrale sont en corrélation avec les troubles neurocomportementaux, y compris l'hyperactivité et la mauvaise cognition à l'école chez les enfants nés RCIU.
L'évaluation fonctionnelle néonatale peut détecter des problèmes neurologiques précoces et de comportement chez les nourrissons qui sont nés avec RCIU. Des chercheurs ont montré que les nouveau-nés RCIU présentaient des altérations spécifiques de la structure cérébrale étudiées par IRM volumétrique chez le prématuré ou chez un nouveau-né à terme, avec un volume de matière grise corticale réduit en corrélation avec des déficits d'attention et de réactivité. Les évaluations générales des mouvements (mouvements de Prechtl) fournissent une analyse motrice précoce, dans laquelle les anomalies sont prédictives de la paralysie cérébrale, et les mouvements généraux peuvent être affectés négativement chez certains nouveau-nés RCIU. De même, l'électroencéphalographie réalisée au début de la période néonatale s'est avérée affectée et peut être en corrélation avec un neurodéveloppement indésirable dans les études sur les nouveau-nés RCIU,. Il existe cependant des données limitées sur la détection précoce des déficits fonctionnels chez les nourrissons à retard de croissance, reflétant les difficultés à détecter un retard de développement neurologique pendant la période néonatale.

#### Physiopathologie
Il est désormais bien établi que l'épargne cérébrale ne signifie pas nécessairement un développement cérébral normal in utero. En fait, les fœtus dont l'épargne cérébrale est la plus importante sont les plus exposés à des troubles de développement neurologique indésirable pendant l'enfance. La perte prénatale de la réactivité vasculaire dans le RCIU a été suggérée comme un mécanisme pour expliquer les mauvais résultats, dans lequel les fœtus qui ne modifient pas leur vascularisation cérébrale en réponse à une provocation hypoxique peuvent être plus à risque d'altérer la régulation cérébrovasculaire. Des cas de perfusion préférentielle et de redistribution cérébrale du flux sanguin cérébral chez les fœtus RCIU ont également été signalés, ce qui entraîne un risque plus élevé de lésions pour certaines régions du cerveau. Ceci est soutenu par des travaux sur des ovins fœtaux pour démontrer que la redistribution du débit sanguin cérébral régional est plus notable dans le cortex cérébral et la substance blanche périventriculaire.
Le flux sanguin cérébral continue fréquemment d'être anormal pendant les premiers jours après la naissance chez les nourrissons humains RCIU, mais on ignore si cela expose les nourrissons à un risque accru de lésions cérébrales aiguës. Il a été rapporté que le débit sanguin cérébral reste élevé après la naissance chez les nouveau-nés RCIU, même lorsque le nouveau-né n'est plus exposé à un environnement hypoxique et n'a plus besoin d'un changement compensatoire du débit cardiaque. Après la naissance, un flux sanguin cérébral élevé pourrait potentialiser l'hyperoxie et le stress oxydant dans le cerveau fragile, ce qui pourrait également contribuer à d'autres dommages neurologiques.
Les modèles animaux d'hypoxie chronique et RCIU permettent de comprendre le développement de la neuropathologie associée à l'insuffisance placentaire et au RCIU,,, Des effets délétères sur le développement de la matière grise cérébrale, la substance blanche et le cervelet ont été décrits dans les modèles de RCIU des moutons, des lapins et des rats,,. Chez les fœtus de mouton un dysfonctionnement placentaire précoce est associé à une lésion cérébrale et à une neuroinflammation de la substance blanche plus répandues et plus sévères par rapport à un début tardif, mais les RCIU à début précoce et tardif présentent des schémas complexes de neuropathologie de la matière grise et blanche. Les études animales montrent également que la gravité des lésions cérébrales et les déficits de développement neurologique qui en résultent dépendent de l'étendue et de la gravité de l'implication cérébrale dans les RCIU . L'hypomyélinisation et la myélinisation retardée dues aux déficits de maturation des oligodendrocytes ont été identifiées comme des mécanismes possibles provoquant la lésion de la substance blanche observée chez les nouveau-nés RCIU . Des déficits de connectivité neuronale ont également été décrits dans des modèles animaux. Les déficits dans diverses composantes de l'unité neurovasculaire jouent un rôle important dans les lésions cérébrales observées dans les modèles animaux de RCIU. La prématurité est un facteur de confusion dans les RCIU humains, mais les études sur les animaux RCIU permettent de séparer les effets du RCIU et de la prématurité. Les contributions de l'accouchement prématuré et / ou de la ventilation néonatale du nouveau-né RCIU à la progression des lésions cérébrales sont toujours en étude,. Ces études semblent montrer que la prématurité et l’assistance ventilatoire sont des facteurs supplémentaires de lésions sur le cerveau du nouveau-né RCIU.

#### Conséquences
Les nouveau-nés RCIU ont un risque accru d'anomalie de développement neurologique pendant l'enfance. Les troubles neurologiques comprennent l'infirmité motrice cérébrale, les troubles du comportement et les troubles cognitifs sont considérablement augmentées chez les jeunes enfants et les adolescents diagnostiqués comme ayant eu un RCIU,,,. Le risque d' infirmité motrice cérébral est 30 fois plus élevé chez les nouveau-nés RCIU par rapport aux nouveau-nés sans RCIU, et augmente avec la sévérité du RCIU. Dans l'ensemble, plus de 40% des enfants atteints de infirmité motrice cérébrale avaient un faible poids à la, nés prématurés ou les deux. Ceci est important, car les RCIU et la prématurité sont des comorbidités fréquentes. En plus des déficits moteurs, les prématurés RCIU suivis à 1, 2 et 3 ans présentaient des déficits en termes de cognition et de comportement par rapport aux prématurés de poids normal appariés selon l'age gestationnel. De plus, une étude longitudinale observant un groupe d'enfants nés avec un RCIU avec des preuves d'épargne cérébrale de la naissance au collège (9-10 ans) a trouvé un ensemble complexe de déficits neurodéveloppementaux, tels qu'une réduction significative du QI, par rapport à un groupe d'enfants nés sans RCIU . De multiples études de suivi des RCIU jusqu'à l'âge scolaire décrivent une diminution de la motricité globale et fine, de la cognition, de la mémoire et des capacités scolaires, ainsi que des dysfonctionnements neuropsychologiques comprenant une mauvaise attention, une hyperactivité et une humeur altérée,,,. Les nourrissons RCIU nés prématurés et ceux présentant une redistribution circulatoire fœtale sont les plus exposés aux risques. Ces effets indésirables peuvent se poursuivre à l'adolescence et au jeune âge adulte. Il est évident que la détermination des conséquences neurodéveloppementales des RCIU est compliquée par la gravité des RCIU, un début précoce ou tardif et l'âge gestationnel à l'accouchement (28). Cependant, dans les RCIU précoces et tardives, la présence de redistribution cardiovasculaire et d'épargne cérébrale est associée à des troubles neurodéveloppementaux anormaux.

## Interventions pour améliorer le pronostic
La prise en charge grossesses compliquées par un RCIU représente un équilibre entre le risque du RCIU, souvent avec une aggravation de l'hypoxie chronique qui contribue au développement des organes sous-optimaux, et les risques associés à l'accouchement prématuré et aux soins intensifs postnatals, qui peuvent également contribuer aux morbidités. Dans les pays à revenu élevé, environ la moitié des fœtus présentant un RCIU sévère ou modéré sont détectés durant la grossesse et peuvent donc être traités pendant la grossesse, mais il reste que près de 40 % des nourrissons nés au 3e centile pour le poids ne sont pas détectés durant la grossesse. Dans cette optique, des prises prénatales et postnatales doivent être envisagées. Actuellement, aucun traitement spécifique n'est disponible pour le RCIU. Des traitements potentiels sont possibles.

### Durant la grossesse
Les traitements prénataux visent principalement à améliorer la fonction placentaire et à augmenter ainsi la croissance fœtale in utero.

#### Recommandations et bonnes pratiques
Il y a un très fort consensus en faveur de l'usage de l'aspirine à faible dose pour traiter les RCIU, dont l'utilisation est préconisée par la totalité d'un ensemble identifié de recommandations en langue anglaise.

#### Recherche

##### Sildénafil
À ce jour, le médicament le mieux étudié pour améliorer la vascularisation placentaire est le citrate de sildénafil. Le sildénafil est un puissant inhibiteur de la phosphodiestérase de type 5 (PDE5) qui est un relaxant musculaire lisse efficace lorsque l'enzyme PDE5 est présente dans un organe ou un tissu, comme c'est le cas pour le placenta humain. Les effets du sildénafil sur les muscles lisses sont médiés par une libération accrue et prolongée d'oxyde nitrique entraînant une vasodilatation. Les études in vitro et in vivo démontrent que le sildénafil vasodilate les vaisseaux du myomètre humain du placenta normal, et en cas de placenta insuffisant. La plupart des études expérimentales à ce jour confirment que le sildénafil augmente le poids fœtal dans les grossesses chez le rat, le mouton et l'homme. Par contre d'autres études montre que l'administration prénatale de sildénafil à des ovines gravides présentant une insuffisance placentaire diminue le poids fœtal et aggrave l'hypoxie fœtale. Bien que les preuves précliniques initiales de l'essai multinational STRIDER suggèrent une amélioration des résultats pour les nouveau-nés RCIU, cet essai a maintenant été abandonné en raison de l'absence d'efficacité , conduisant à un appel à une augmentation des études précliniques sous-tendant les essais cliniques et à une meilleure compréhension de les effets du sildénafil sur le fœtus étant donné qu'il traverse le placenta.

##### Tadalafil
Le tadalafil à action prolongée reste un traitement expérimental clinique actif d'intérêt comme traitement prénatal pour les RCIU et, étant donné que le tadalafil ne traverse pas le placenta, il peut être plus favorable comme traitement placentaire ciblé.

##### Facteur de croissance de l’endothélium vasculaire
Le projet EVERREST étudie également une approche ciblée pour améliorer la fonction placentaire dans les grossesses compliquées par UN RCIU en utilisant la thérapie génique pour injecter le facteur de croissance endothélial vasculaire (VEGF) dans les artères utérines. Le VEGF est connu pour son rôle dans l'induction de l'angiogenèse et dans le projet EVERREST, il est supposé que l'application d'adénovirus VEGF dans ou près des artères placentaires induira une augmentation locale et aiguë de l'expression du VEGF, et une angiogenèse supplémentaire placentaire. Des études précliniques ont montré des résultats prometteurs avec une amélioration du flux sanguin et du gain de poids fœtal dans des modèles animaux de restriction de croissance, résultant de l'amélioration de la vascularisation du placenta. L'essai clinique est en cours.

##### Facteur de croissance analogue à l'insuline 1F
Une récente étude sur de grands animaux (ovins) a examiné l'administration intra-amniotique du facteur de croissance analogue à l'insuline 1 (IGF-1). Ces travaux ont montré que l'augmentation de la biodisponibilité de l'IGF-1 dans les grossesses compliquées par une insuffisance placentaire et des FGR améliorait le poids à la naissance des agneaux femelles, mais pas des mâles, et modifiait la croissance postnatale chez les femelles et les mâles. L'IGF-1 intra-utérin a également induit l'expression de gènes somatotrophes et métaboliques clés, indiquant que le traitement prénatal pourrait être utilisé pour améliorer la croissance postnatale.

#### Pour aider le fœtus à combattre les effets de l'hypoxie
Un certain nombre de traitements prénatals ont été explorés de manière préclinique dans le but de restaurer le tonus oxydatif du fœtus via l'administration d'antioxydants maternels, en utilisant des agents tels que l'allopurinol, la mélatonine et la vitamine C,,. Le traitement antioxydant a principalement visé l'amélioration des résultats cardiovasculaires et neurologiques chez les enfantes RCIU.

##### Mélatonine
De petites études d'intervention suggèrent que la mélatonine est sûr et peut entraîner une prolongation de la grossesse et un meilleur pronostic, mais les essais contrôlés par placebo, randomisés, en double aveugle, font défaut.

###### Sur l'appareil cardiovasculaire fœtal
À ce jour, la mélatonine a été la plus étudiée, compte tenu du profil d'innocuité établi de la mélatonine, de sa facilité d'administration et de ses puissants avantages antioxydants. Chez les moutons, l'administration de mélatonine à des brebis porteuses d'un fœtus RCIU limitée entraîne une amélioration significative de la fonction vasculaire et une réduction de la rigidité artérielle, deux pathologies vitales évidentes chez les enfants RCIU, qui prédisposent aux maladies cardiovasculaires . L'administration de mélatonine a également entraîné une amélioration de la fonction cardiaque du ventricule droit. De plus, cette étude a montré que la mélatonine maternelle améliorait l'oxygénation fœtale et augmentait le poids à la naissance, mais d'autres études sur les ovins ne montrent aucune amélioration du poids à la naissance ou une exacerbation du retard de croissance avec la mélatonine. Dans les cellules endothéliales de veine ombilicale humaine en culture (HUVEC), la mélatonine améliore l'intégrité endothéliale vasculaire, probablement via des mécanismes combinés anti-oxydants et anti-inflammatoires. L'exposition à la mélatonine prénatale n'inverse pas la production d' élastine alvéolaire chez les agneaux nouveau-nés RCIU, mais améliore la structure et la fonction vasculaires pulmonaires, et le tonus pulmonaire peut être maintenu à long terme par une amélioration des récepteurs.

###### Sur le cerveau fœtal
Les effets de l'administration maternelle de mélatonine sur le développement cérébral ont également été examinés. La mélatonine prénatale traverse la barrière placentaire et la barrière hémato-encéphalique, et la mélatonine est un puissant antioxydant et démontre également des avantages anti-inflammatoires dans le cerveau en développement ,,,. Dans les grossesses compliquées par une insuffisance placentaire avec RCIU, la mélatonine maternelle améliore le développement du cerveau de la substance blanche via une myélinisation accrue et une diminution des axones anormaux dans le cerveau fœtal, et par la suite, le comportement neurologique des agneaux est considérablement amélioré après la naissance. Il a également été démontré que la mélatonine a des effets bénéfiques sur le système vasculaire cérébral en empêchant l'apoptose liée au RCIU et la perturbation de l'instabilité de la barrière hémato-encéphalique via de meilleures interactions vasculaires avec les astrocytes et les péricytes. L'administration de mélatonine prénatale a été examinée dans des études pilotes pour traiter le RCIU  et la prééclampsie, les résultats soutenant que la mélatonine est un antioxydant efficace qui est sans danger pour la mère et le bébé et peut diminuer la prématurité iatrogène.

##### Neuropeptide Y
La compréhension des perturbations de la croissance pulmonaire chez les enfants RCIU continue d'être explorée, il en va de même pour l'opportunité de cibler de nouvelles voies. Par exemple, des travaux récents ont montré que le neuropeptide Y est régulé à la baisse dans le RCIU, où le neuropeptide Y est un neurotransmetteur sympathique qui est essentiel pour la croissance pulmonaire normale.

##### Lactoferrine
La lactoferrine présente un potentiel en tant que traitement prénatal pour les grossesses compliquées par un RCIU, en particulier pour le cerveau en développement. La lactoferrine est une glycoprotéine qui démontre de puissants effets antioxydants, anti-inflammatoires et antimicrobiens - des facteurs importants de neuroprotection. Chez le rat, la supplémentation en lactoferrine pendant la grossesse montre des avantages positifs pour le RCIU induit par la dexaméthasone. La lactoferrine maternelle a augmenté de façon significative le poids à la naissance des ratons témoins et les ratons RCIU exposés à la lactoferrine a montré une normalisation du poids au 21e jour. La supplémentation en lactoferrine a également amélioré la structure hippocampique cérébrale et stimulé le facteur neurotrophique dérivé du cerveau (BDNF), observations importantes à la lumière de la neuropathologie associée au RCIU humain. La supplémentation nutritionnelle (glucose, acides aminés et électrolytes) dans le sac amniotique des lapins RCIU a également été récemment explorée, certains résultats prometteurs suggérant que le taux de survie des descendants RCIU a été amélioré avec le traitement, bien que les déficits de poids à la naissance et de fonction cardiaque n'aient pas été améliorés.

### Après la naissance
Près de 40% des fœtus atteints d'un RCIU sévère ne sont pas détectés durant la grossesse, et donc ne peuvent pas bénéficier de traitements prénataux. La recherche se poursuit pour améliorer les dysfonctionnements des organes chez les nouveau-nés ayant un RCIU. Les déficits de développement cardiovasculaire, pulmonaire et cérébral sont déjà présents à la naissance chez les nouveau-nés RCIU, principalement causés par une hypoxie chronique in utero. Par conséquent, tout traitement postnatal potentiel devrait réparer et à empêcher la progression des lésions en cours.

#### Lactoferrine
La lactoferrine présente un grand potentiel en tant que thérapie postnatale, en plus des effets positifs prénatals. La lactoferrine est très abondante dans le colostrum humain et le lait, et elle atteint le cerveau après administration orale,. À cet égard, les nourrissons allaités présentent une capacité antioxydante totale plus élevée et un indice de stress oxydatif plus faible que les nourrissons non allaités. Il est important de noter que les essais contrôlés randomisés avec supplémentation nutritionnelle en lactoferrine chez les nouveau-nés prématurés démontrent une réduction prometteuse de la septicémie d'apparition tardive et de l'entérocolite nécrosante. La supplémentation en lactoferrine pendant la lactation protège les rats nouveau-nés exposés à une hypoxie-ischémie ou à une inflammation systémique induite par les lipopolysaccharides ,. L'analyse du cerveau de rat néonatal à l'aide d'une combinaison d'analyses IRM avancées et d'histologie montre que la microstructure de la matière grise et blanche est normalisée avec une supplémentation en lactoferrine, la myélinisation est protégée et des mesures d'intégrité axonale et de l'organisation cérébrale sont restaurées chez les rats avec une supplémentation en lactoferrine. L'enrichissement précoce de l'environnement ou la stimulation postnatale ont également montré certains avantages dans la connectivité cérébrale dans un modèle de RCIU de lapin.

#### Cellule souche
Bien qu'il n'y ait aucune étude publiée actuellement sur la thérapie par cellules souches pour les lésions cérébrales liées aux RCIU, plusieurs laboratoires travaillent sur des essais dans le RCIU et autres complications de la grossesse. L'application de thérapies postnatales pour améliorer les déficits multi-organes associés aux RCIU devrait rester un domaine de recherche préclinique prioritaire.

## Prévention
- L'évaluation des facteurs de risque de RCIU lors de la première consultation de la grossesse est capitale, elle permet d'anticiper et de traiter au mieux les causes curables de RCIU ainsi que d'insister sur le risque de la consommation d'alcool et de tabac.
- La prévention des infections précoces repose sur la vaccination (en dehors de la grossesse) contre la rubéole, les conseils aux femmes non immunisées contre la toxoplasmose (viande bien cuites, évitement des chats et de leurs litières).
- Dans le cas d'un RCIU vasculaire (prééclampsie), on prescrira à titre préventif 100 mg d'aspirine par jour dans le cas d'éventuelles grossesses ultérieures.

## Sources
- Malhotra A, Allison BJ, Castillo-Melendez M, Jenkin G, Polglase GR and Miller SL (2019) Neonatal Morbidities of Fetal Growth Restriction: Pathophysiology and Impact. Front. Endocrinol. 10:55. doi: 10.3389/fendo.2019.00055 Article sous licence CC-BY-SA